# Jon De Lucia
Jon De Lucia (* 1980) ist ein US-amerikanischer Jazzmusiker (Klarinette, Altsaxophon, Komposition).

## Leben und Wirken
De Lucia, der aus Quincy, Massachusetts stammt, absolvierte einen Master am City College of New York, wo er bei Lee Konitz, Andrew Sterman, Bill Pierce, George Garzone, Greg Osby und Joe Lovano studierte.
De Lucia arbeitet seit den 2000er-Jahren in der New Yorker Jazzszene. Hauptsächlich beschäftigt er sich mit Jazz, hat aber auch ein großes Interesse an der Folkmusik und den Musikkulturen Kubas, Japans, Irlands und Italiens und ist mit verschiedenen Weltmusikgruppen aufgetreten. Des Weiteren leitete er eigene Gruppen, wie ein Oktett u. a. mit Ray Gallon und Jay Rattman (das sich mit der Musik des Dave Brubeck Octet beschäftigt). Zudem arbeitete er als Begleitmusiker in Boston, New York und Japan mit Musikern wie Tommy Crane, David Tronzo, Bob Moses, Bob Gullotti, John Lockwood und Thomas Morgan. Sein Debütalbum Face No Face legte er 2005 vor. Er leitet die Jon De Lucia Group und das barock improvisierende Luce Trio. Im Bereich des Jazz war er laut Tom Lord zwischen 2005 und 2021 an acht Aufnahmesessions beteiligt.
Als Musikpädagoge unterrichtete De Lucia weiterhin am Borough of Manhattan Community College in Tribeca, New York. Inzwischen ist er Professor am City College of New York. Weiterhin legte er das zweiteilige Lehrbuch „Bach Shapes I/II: Bass Clef Studies in Bach“ vor.

## Diskographische Hinweise
- Jon De Lucia Group: Face No Face (Jonji Music, 2005), mit Nir Felder, Leo Genovese, Garth Stevenson, Ziv Ravitz, Sumie Kaneko
- As The River Sings (Fresh Sound New Talent, 2017), mit Chris Tordini, Tommy Crane, Greg Ruggiero
- Jon De Lucia Octet + Ted Brown: Live at the Drawing Room (2018)
- And the Stars Were Shining (2023), mit Tatsuya Sakurai, Aidan O’Donnell
- The Brubeck Octet Project(2024)